# 정용준 (소설가)
정용준(鄭容俊, 1981년~)은 대한민국의 소설가이다. 1981년 광주광역시에서 태어나 조선대학교 러시아어학과를 졸업하고 동 대학원 문예창작학과에서 석사학위를 받았으며, 고려대학교 대학원 문예창작학과 박사과정에서 공부했다.

## 약력
2009년 《현대문학》 신인추천에 단편소설 〈굿나잇, 오블로〉가 당선되어 등단했다. 조선대학교 러시아어학과를 졸업하고 동 대학원 문예창작학과에서 석사학위를 받았으며, 고려대학교 대학원 문예창작학과 박사과정에서 공부했다. 단편소설 〈떠떠떠, 떠〉로 2011년 제2회 젊은작가상 본상에, 단편소설 〈가나〉로 2011년 제1회 웹진 문지문학상 이달의 소설에 선정되었다. 2011년 제2회 문학동네 젊은작가상, 2013년 제4회 문학동네 젊은작가상, 2016년 제7회 문학동네 젊은작가상, 제5회 소나기마을문학상, 제16회 황순원문학상을 받았다. 현재 서울예술대학교 문예창작과에서 강의하고 있으며, 텍스트 실험집단 루 동인으로 활동 중이다.

## 저서

### 소설집
- 《가나》(문학과지성사, 2011)
- 《우리는 혈육이 아니냐》(문학동네, 2015)

### 장편소설
- 《바벨》(문학과지성사, 2015)
- 《프롬 토니오》(문학동네, 2018)